# Sonate pour violoncelle et piano (Prokofiev)
Pour les articles homonymes, voir Sonate pour violoncelle et piano.

La Sonate pour violoncelle et piano en ut majeur opus 119 de Sergueï Prokofiev a été écrite en 1949, créée en 1950, publiée en 1951.

## Histoire
La pièce a été écrite au début de 1949 en moins de cinq mois à la suite de la rencontre entre le compositeur et le jeune violoncelliste prodige Mstislav Rostropovitch.
Elle constitue la dernière œuvre de musique de chambre du compositeur russe. 
Rostropovitch a déclaré : "Serguei Prokofiev a été mon maître et mon idole, un homme pour lequel j'avais une immense admiration". L'entente entre les deux artistes est si bonne que Prokofiev envisage une série de compositions pour violoncelle, dont certaines sont restées inachevées.
De cette collaboration est née la sonate opus 119 suivie en 1950 de la Symphonie concertante pour violoncelle et orchestre, d'un Concertino pour violoncelle opus 132 et d'une Sonate pour violoncelle seul.

## Création
La Sonate pour violoncelle et piano en ut majeur a été créée en privé par Sviatoslav Richter et Mstislav Rostropovitch le 18 décembre 1949 dans la petite salle du Conservatoire de Moscou, puis en public dans la même salle le 1er mars 1950.

## Composition
Elle comprend trois mouvements :
- Andante grave
- Moderato
- Allegro ma non troppo

Comme souvent chez Prokofiev, la composition est une mosaïque de tempos qui mettent en évidence sa vision quasi cinématographique de la musique. Le langage de la sonate est sobre, franc, non dépourvu d'humour et rehaussé d'un romantisme beethovénien.
Le compositeur respecte les possibilités de l'instrument et les épisodes de virtuosité émaillent la partition sans excès. Cette sonate, de facture très classique témoigne d'une esthétique que le compositeur revendiquait ainsi dix ans auparavant : "Tous mes efforts tendent vers la simplicité et la sincérité, bien qu'on dise de moi tout juste le contraire. Je cultive la mélodie et je m'efforce également d'introduire dans mes œuvres du sentiment et de l'émotion, en dépit de ceux qui me traitent de cubiste et qui ajoutent que j'évite systématiquement tous les facteurs émotionnels ou romantiques pour rechercher exclusivement l'objectivité".